# Мон-Сен-Жан (Эна)
Мон-Сен-Жан (фр. Mont-Saint-Jean) — коммуна во Франции, находится в регионе Пикардия. Департамент коммуны — Эна. Входит в состав кантона Ирсон. Округ коммуны — Вервен.
Код INSEE коммуны — 02522.

## Население
Население коммуны на 2010 год составляло 80 человек.
| 1962 | 1968 | 1975 | 1982 | 1990 | 1999 | 2010 |
| ---- | ---- | ---- | ---- | ---- | ---- | ---- |
| 119  | 96   | 82   | 77   | 82   | 76   | 80   |

## Экономика
В 2010 году среди 46 человек трудоспособного возраста (15—64 лет) 29 были экономически активными, 17 — неактивными (показатель активности — 63,0 %, в 1999 году было 50,0 %). Из 29 активных жителей работали 27 человек (17 мужчин и 10 женщин), безработных было 2 (1 мужчина и 1 женщина). Среди 17 неактивных 1 человек был учеником или студентом, 8 — пенсионерами, 8 были неактивными по другим причинам.